# Кода (приток Мехреньги)
Кода — река в Архангельской области России, протекает по территории Емецкого сельского поселения Холмогорского района и городского округа «Мирный».
Река берёт начало из озера Кодлозеро на высоте 45 м над уровнем моря и течёт на восток — северо-восток. Устье реки находится в 31 км от устья Мехреньги по левому берегу. Длина реки составляет 33 км.

## Данные водного реестра
По данным государственного водного реестра России относится к Двинско-Печорскому бассейновому округу, водохозяйственный участок реки — Северная Двина от впадения реки Вага и до устья, без реки Пинега, речной подбассейн реки — Северная Двина ниже места слияния Вычегды и Малой Северной Двины. Речной бассейн реки — Северная Двина.
Код объекта в государственном водном реестре — 03020300412103000033836.